# Urmas Rooba
Urmas Rooba (* 8. Juli 1978 in Roosna-Alliku) ist ein ehemaliger estnischer Fußballspieler.

## Als Spieler

### Verein
Rooba begann das Fußballspielen in der Jugend von JK Pärnu Tervis und debütierte dort 1995 auch in der Meistriliiga. Von dort ging er im folgenden Jahr zum FC Flora Tallinn, wo er auf Anhieb Stammspieler wurde. Später folgten noch Abstecher nach Dänemark und Finnland, seine aktive Karriere beendete er dann 2014 in seiner Heimat bei Paide Linnameeskond.

### Nationalmannschaft
Für die estnischen A-Nationalmannschaft bestritt er von 1996 bis 2008 insgesamt 70 Partien und erzielte dabei einen Treffer.

### Erfolge
- Estnischer Meister: 1997/98, 1998
- Estnischer Pokalsieger: 1998, 2009
- Dänischer Meister: 2003, 2004, 2006
- Dänischer Pokalsieger: 2004

## Als Trainer
Die Saison 2016 verbrachte Rooba als Co-Trainer seines ehemaligen Vereins Paide Linnameeskond.

## Sonstiges
Sein Bruder Meelis Rooba (* 1977) war ebenfalls Fußballprofi und A-Nationalspieler Estlands. Aktuell arbeitet er als Jugendtrainer für Paide Linnameeskond.